# 郭汉城
郭汉城（1917年10月22日—2021年10月19日），男，浙江萧山人，中国戏剧理论家、剧作家，中国艺术研究院戏曲研究所研究员。1939年毕业于华北联合大学社科部。曾任中国艺术研究院副院长、戏曲研究所所长，中国戏剧家协会副主席，《中国戏剧》主编，《文艺研究》副主编以及獲得首届“中华艺文奖·终身成就奖”。